# Martino Cassano
Martino Cassano (Bari, 11 gennaio 1861 – Roma, 9 febbraio 1927) è stato un giornalista italiano, fondatore de La Settimana e del Corriere delle Puglie.

## Biografia
Martino Cassano è nato a Trani (Bari) l'11 gennaio del 1861. Il padre, l'avvocato Pasquale Cassano, avrebbe voluto avviare il figlio alla carriera forense, ma gli interessi del giovane Martino propendevano più per le lettere e per il giornalismo. E così, su suggerimento dell'intellettuale Niccolò de Niccolò, iniziò a cimentarsi negli studi letterari e a collaborare con Il Manfredi. All'età di vent'anni, Martino Cassano si sposta nella Capitale dove incontra Carlo Pancrazi, suo mentore e amico, che lo introduce dapprima nella redazione della Gazzetta d'Italia, e, successivamente, in quella della Rivista Europea, di cui diviene direttore. Collaborerà anche alle pagine del Fanfulla di Baldassarre Avanzini, firmandosi con lo pseudonimo Alabardiere.
Nel 1885 il giovane Cassano fa ritorno nelle Puglie. Qui raccoglie attorno a sé un gruppo di collaboratori e fonda La Settimana, apparso per la prima volta il 15 novembre 1885.
Il successo dell'iniziativa è tale che, dopo appena due anni, Cassano si decide a compiere il grande passo: fondare e dirigere un giornale quotidiano. E così il 1º novembre del 1887 nasce il Corriere delle Puglie.
«Non scrive né parla molto», annota Armando Perotti, suo amico e collaboratore, «ma la sua presenza si sente in ogni angolo della redazione e della tipografia, e in ogni rigo del giornale, che è, ripeto, il suo specchio: misurato, calmo, equabile, anche nei giorni di battaglia. La rara facoltà di saper trovare la nota giusta, specialmente in casi che ad altri avrebbero suggerito la eccessiva, è forse quella che più sicuramente, se non più rapidamente, ha dato a Martino Cassano il premio dei sacrifizi e delle ansie, che il pubblico ignora: il suo Corriere divenuto il primo giornale del Mezzogiorno e uno dei primi d'Italia, e sé medesimo onorato dalla stima universale; il che non è picciol vanto, ai dì che corrono, anche per un giornalista. Siamo quasi coetanei, Martino, e ci conosciamo fin da fanciulli».
Il 1º maggio del 1921 Martino Cassano firma il suo ultimo articolo per il Corriere delle Puglie, lasciando la direzione del giornale a Leonardo Azzarita e Raffaele Gorjux. Quindi si trasferisce a Roma insieme alla moglie Emilia e alla figlia Maria, dove fonda l'associazione "Apulia". Muore il 9 febbraio del 1927.